# Герб Иванова
Герб города Ива́ново — опознавательно-правовой знак муниципального образования, наряду с флагом являющийся официальным символом городского округа Иваново Ивановской области России.
Наиболее ранние попытки создания герба Иваново-Вознесенска (ныне — Иваново, административный центр одноимённых области и округа) относятся ко второй половине XIX века. Разработанные в указанный период проекты по определённым причинам не были утверждены.
Первым официальным символом Иванова стал герб, составленный по проекту художника В. П. Кубашевского. Принят 8 мая 1970 года исполнительным комитетом городского совета трудящихся и использовался городом до мая 1996 года.
Действующий герб (автор — архитектор В. В. Алмаев) утверждён 22 мая 1996 года Ивановской городской Думой первого созыва. Внесён в Государственный геральдический регистр РФ с присвоением регистрационного номера 111.

## Описание и обоснование символики
Геральдическое описание герба гласит:

В лазоревом (синем, голубом) поле — молодая женщина в серебряной рубахе с золотым воротом и червлёном (красном) сарафане, вверху украшенном золотом, с червлёным кокошником, украшенным золотом, и серебряным платком на голове, сидящая и обращённая вправо, из-за её колен возникает стоящая за нею золотая гребёнка прялки с серебряной куделью, которую она держит правой рукой, перед ней стоит прялка, колесо которой она вращает левой рукой.— Решение Ивановской городской Думы от 22 мая 1996 года № 33-1

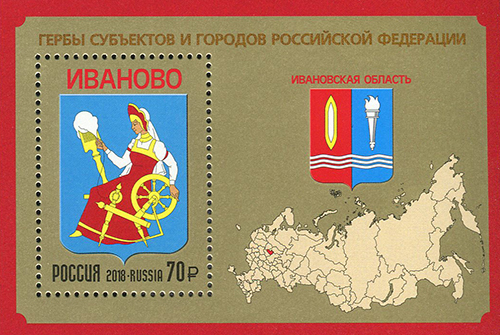
Почтовая марка. Гербы субъектов и городов Российской Федерации. Ивановская область.

Фигура сидящей пряхи символизирует зарождение текстильного производства в городе Иваново. Использование в одежде и головном уборе женщины сочетания двух цветов — червлени и серебра — означает, что город возник в результате слияния двух населённых пунктов — села Иванова и Вознесенского посада. Лазурь олицетворяет цветущий лён, верность, целомудрие, честность, а также символизирует Богородичный цвет. Червлень напоминает о том, что первоначально город относился к Владимирской губернии (щит герба Владимира окрашен в червлёный цвет, символизирующий любовь, мужество, смелость, великодушие).

## История герба
До 1932 года город Иваново носил название Иваново-Вознесенск. Был образован в 1871 году посредством объединения населённых пунктов Шуйского уезда Владимирской губернии — села Иваново и Вознесенского посада, стоявших друг против друга на берегах реки Уводь. В «Географическо-статистическом словаре Российской Империи» 1865 года отмечалось, что село Иваново — главный производитель ситца в стране и «у простого народа слывёт по своей обширности <…> — городом, по богатству — золотым дном, а по мануфактурной деятельности считается русским Манчестером». В конце XIX века Иваново-Вознесенск, являясь ведущим текстильным центром России, стал неофициальной столицей целого промышленного района.

### В период Российской империи
По мнению доктора исторических наук, профессора Ивановского государственного университета Аркадия Андриановича Корникова, предшественницей герба Иванова может считаться эмблема, изображённая на печати Думы Вознесенского посада (1854—1872) и представлявшая собой геральдический щит, в верхней половине которого был помещён герб Владимирской губернии, а в нижней — два квадрата (куба). Позднее подобная печать использовалась Иваново-Вознесенской городской управой.
В 1857 году, с целью совершенствования процесса герботворчества в Российской Империи, барон Б. В. Кёне составил правила украшений гербов губерний, областей, градоначальств, городов и посадов, которые 7 мая, 4 и 16 июля (по юлианскому календарю) того же года были утверждены императором Александром II. К числу таких украшений, в частности, относились различного вида короны, дубовые листы, ленты и другие дополнительные геральдические элементы. В 1899 году подробное их описание было включено в один из разделов гербовника Винклера, где среди губернских городов и городов с населением более 50 000 человек, которым полагалась золотая башенная корона о пяти зубцах, значился Иваново-Вознесенск.
Впервые вопрос о необходимости разработки герба безуездного города Иваново-Вознесенска был поднят городской Думой в 1872 году. Известно, что 12 (24) июля того же года на заседании Думы обсуждался проект следующего содержания: в верхней половине губернский герб, в нижней половине эмблема, составленная из изображений колеса (символ механики), реторты (символ химической промышленности), якоря и кипы товара (символы торговли). Изображение этого герба, в частности, приводится в книге А. В. Кудина и А. Л. Цехановича «Гербы городов, губерний, областей и посадов Российской империи», где также даётся и его геральдическое описание:

В разделённом щите в верхней части герб Владимирской губернии, в нижней лазоревой половине отражены колесо, реторта, якорь и кипы золотой пряжи.— «Гербы городов, губерний, областей и посадов Российской империи: 1649—1917 гг.»
24 января (5 февраля) 1873 года Иваново-вознесенская городская управа постановила: «рисунок Герольдики и формы печати Городской Управы по удостоверению подписи Городскаго Головы приставить на утверждение г. Владимирскаго Губернатора от лица Городского Головы». 31 июля (12 августа) того же года владимирский губернатор В. Н. Струков направил соответствующий проект на рассмотрение в Департамент герольдии Правительствующего сената. Однако государственная Герольдия, судя по всему, отказала в его утверждении. Как отмечал А. А. Корников, это могло произойти из-за наличия в рисунке герба негеральдических элементов.

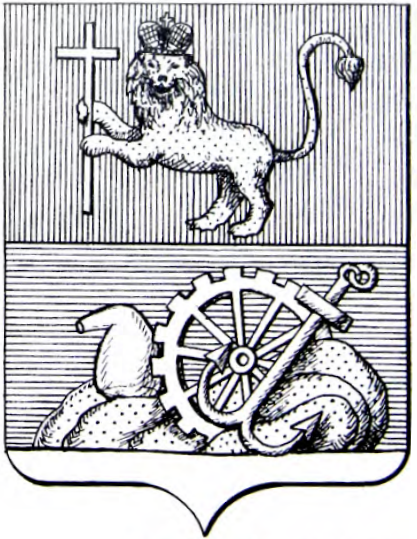
Проект герба Иваново-Вознесенска.
1873 год[16][21]
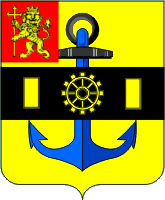
Проект герба Иваново-Вознесенска.
1887 год[22]
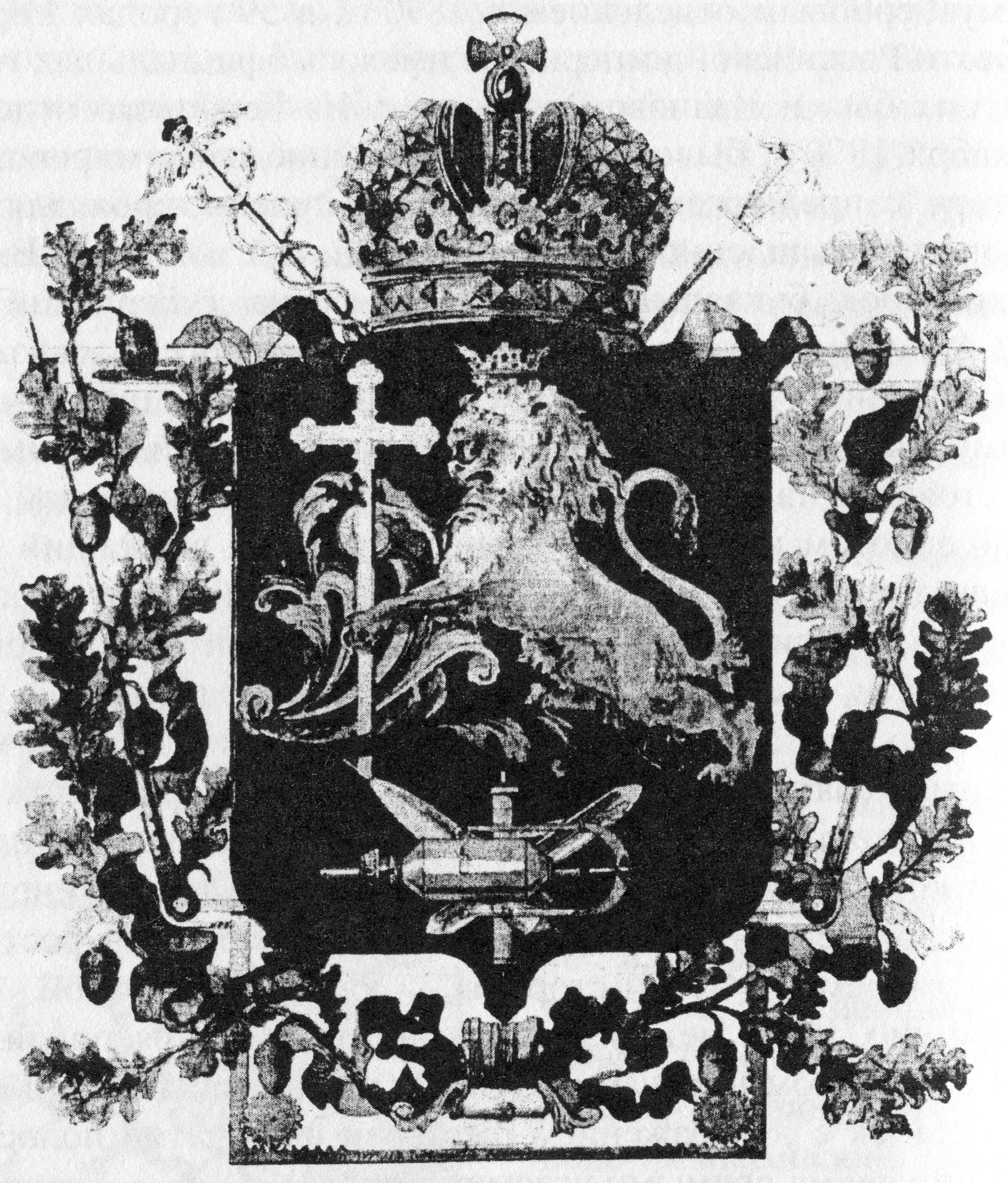
Проект герба Иваново-Вознесенска.
1891 год[23]

По данным сайта «Геральдикум.ру» также существовал проект герба Иваново-Вознесенска, датируемый приблизительно 1887 годом:

В золотом щите чёрный пояс, обременённый золотым зубчатым колесом, сопровождаемым 2 такими же гонтами, за поясом лазоревый якорь с чёрным наконечником и кольцом.— Сайт «Геральдикум.ру»
В вольной части щита помещался герб Владимирской губернии (в червлёном поле золотой львиный леопард, в железной, украшенной золотом и цветными камнями короне, держащий в правой лапе длинный серебряный крест). В соответствии с проектом допускалось воспроизведение герба города с дополнительными элементами — червлёной короной над щитом и золотыми молотками за щитом. Информация о происхождении этого герба и значении его символики на указанном сайте отсутствует.
Следующей попыткой разработки городского герба стал проект, составленный в 1891 году по указанию Гербового отделения Департамента герольдии. Герб был спроектирован владимирским губернатором (на тот момент соответствующую должность занимал О. М. Судиенко), а его рисунок исполнен губернским архитектором Андреем Пантелеймоновичем Афанасьевым. Проект имел следующее описание:

В верхней части щита — герб Владимирской губернии… В нижней части на лазоревом фоне сгруппированы эмблемы местной мануфактурной промышленности, состоящие из горизонтально положенного ватерного со шпулькой веретена и вертикально поставленного медиатора ситцепечатного валика и двух накрест расположенных мюльного веретена с початком и челнока. Щит увенчан императорской короной и окружен дубовыми листьями, соединенными Андреевской лентой, из-за щита вверху виднеются… кадуцей, ручное веретено. Из-за четырёх углов щита виднеется прядильный станок… Внизу щита расположен механический станок с изображением шестерен и зубчатой полосы…— А. А. Корников. «В поисках герба»
11 (23) февраля 1891 года данный рисунок вместе с сопроводительным письмом был доставлен в Департамент герольдии, но, как и в случае с предыдущими проектами, остался неутверждённым (по всей видимости, из-за перегруженности изображениями промышленной символики и по причине нарушения правил классической геральдики).

### В советское время
В 1917 году власть в Иваново-Вознесенске перешла к Совету рабочих и солдатских депутатов, а 1918 году город стал административным центром «красной» Иваново-Вознесенской губернии. В августе того же года был поднят вопрос о разработке официальной символики губернии и её столицы.
10 августа 1918 года губернский исполнительный комитет объявил о проведении конкурса на лучший рисунок герба и печати Иваново-Вознесенской губернии. В соответствии с требованиями губисполкома эскиз будущего герба должен был «давать представление о характере губернии и указание на свободный труд». Одним из участников конкурса стал уроженец Иваново-Вознесенска, художник Иван Никандрович Нефёдов (выпускник Петербургской Академии художеств и Московского училища живописи, ваяния и зодчества), представивший сразу два эскиза — герба губернии и герба её столицы. Центральной фигурой в обоих проектах являлось изображение сидящей пряхи. Кандидат исторических наук, директор Центра документации новейшей истории Ивановской области Вячеслав Павлович Терентьев в своей статье, посвящённой ивановскому гербу, так описывает рисунок Нефёдова:

На оранжево-красном фоне — тёмные силуэты фабричных и заводских корпусов… На переднем плане на зелёном холме — белая фигура молодой женщины, прядущей лён. У основания донца [прялки] — лиловая шестерня, окружающая красный треугольник, в центре которого восходящее над пшеничным полем солнце и слова: «Свобода, равенство, братство».— В. П. Терентьев. «Тернии герба»
Из-за начавшейся Гражданской войны и последовавших за ней событий данный проект остался неутверждённым. Аналогичное изображение можно увидеть на плане Иваново-Вознесенска 1915 года (издатель И. И. Власов), составленном С. Х. Кирьяновым.

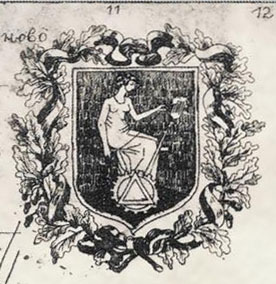
Изображение на плане Иваново-Вознесенска 1915 года.
1915 год[36]
Эскиз герба Иваново-Вознесенска. Автор И. Н. Нефёдов. 1918 год[31]
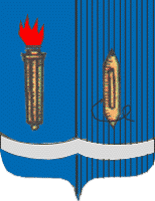
Герб Иванова. Автор В. П. Кубашевский. 1970—1996 годы
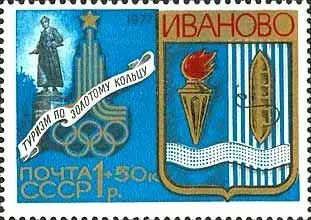
Марка СССР 1977 года.
Герб Ивановской области, прообразом которого стал советский герб Иванова. 1997 год[37]

В 60-е годы XX века в СССР начался процесс возрождения городской геральдики. В этот же период возобновилась и работа по созданию символики Иванова. При горисполкоме была создана комиссия по утверждению и разработке герба города. После рассмотрения заявленных проектов представителями общественности и местными художниками, на утверждение поступило три варианта герба. По итогам обсуждения членами комиссии был одобрен вариант, представленный художником Ленинградского отделения Художественного фонда РСФСР Виталием Петровичем Кубашевским.
8 мая 1970 года, в преддверии 100-летия Иванова, исполнительный комитет городского совета трудящихся утвердил разработанный В. П. Кубашевским герб в качестве официального символа города. Описание данного герба гласило:

На голубом щите дано символическое изображение реки Талки, факела революции и ткацкого челнока с нитью ткани.— Решение исполнительного комитета Ивановского городского совета трудящихся от 8 мая 1970 года № 115
Композиция герба отражала исторические, экономические и иные особенности Иванова — крупного центра текстильной промышленности и родины первого в России Совета рабочих депутатов. На берегах Талки, обозначенной в гербе серебряным волнистым поясом, в 1893 году состоялась первая маёвка иваново-вознесенских рабочих; там же происходили события общегородской стачки 1905 года, в ходе которой был создан Иваново-Вознесенский совет рабочих депутатов. О массовом революционном движении, вспыхнувшем в городе весной-летом 1905 года, напоминала ещё одна фигура — золотой факел в правой части щита. Ткацкий челнок и вертикальные чёрные линии (нити основы) в левой части щита олицетворяли развитие текстильного производства в Иванове.
Герб носил политизированный характер и его создание совпало с проводившейся тогда местными властями кампанией по продвижению Иванова как «родины Первого Совета». При этом от большинства городских гербов советского периода герб Иванова отличался простотой, лаконичным образом текстильного пролетарского города и соответствовал геральдическим правилам. Впоследствии его главные элементы были взяты за основу при составлении герба Ивановской области.

## Современный герб
В 1992 году руководство города инициировало создание нового герба, объяснив своё решение тем, что прежний официальный символ Иванова отличался политизированностью, невыразительностью и больше не отвечал «веяниям времени». С этой целью была создана специальная экспертная комиссия (в её состав вошли местные художники, дизайнеры, архитекторы, историки, краеведы) и организовано проведение нескольких конкурсов, перед участниками которых ставилась задача разработать проект, не только отражающий исторические особенности Иванова, но и способный передать «дух людей, живущих в нём». Работа по созданию городской символики завершилась осенью 1995 года. Члены комиссии рассмотрели 77 вариантов герба, поступивших от 53 авторов, и в итоге отдали своё предпочтение эскизам Виктора Владимировича Алмаева, начальника управления архитектуры и градостроительства городской администрации.
20 марта 1996 года, накануне празднования 125-летия города, Ивановская городская Дума утвердила графическое изображение герба Иванова, исполненное Алмаевым, и Положение о гербе вместе с его описанием. Новый символ города представлял собой лазуревый щит с золотой каймой, в центре которого помещалось изображение молодой женщины в старинном русском наряде, сидящей за прялкой. Образ женщины-пряхи мог быть заимствован Алмаевым из эскизного проекта, разработанного И. Н. Нефёдовым в 1918 году. Похожее изображение также присутствовало на товарном знаке местного промышленника И. Небурчилова. В статье «Молодая пряха на гербе…», опубликованной в областной газете «Рабочий край» спустя два дня после принятия герба, утверждалось, что голубой (лазуревый) цвет его щита, ранее использовавшийся в советском гербе Иванова, символизировал цвет Богородицы, поскольку престольный праздник города приходится на 21 июля — день явления иконы Божией Матери в Казани.

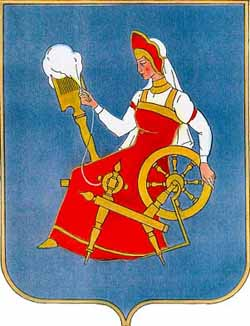
Герб города Иванова (версия с золотой каймой). Автор В. В. Алмаев. 1996 год
Действующий герб города Иванова. Автор В. В. Алмаев. 1996 год
Флаг города Иванова. Автор В. В. Алмаев. 2003 год

В соответствии с рекомендациями Геральдического совета при Президенте РФ, проводившего экспертизу утверждённого герба города Иваново, была выполнена его графическая доработка (убрана золотая кайма вокруг щита, которая могла рассматриваться как символ так называемого «младшего статуса»), а в Положение о гербе внесён ряд изменений (в том числе добавлено геральдическое описание, предложенное государственной Герольдией).
22 мая 1996 года городская Дума утвердила откорректированный герб Иванова. Позднее он был официально зарегистрирован в Государственном геральдическом регистре РФ под номером 111.
«Сидящая пряха» была неоднозначно воспринята жителями Иванова: многие из них назвали символ областного центра слишком примитивным и аляповатым. Кандидат исторических наук, археолог и этнограф Павел Николаевич Травкин подверг критике обоснованность выбранного художником образа (исторически ведущим направлением в регионе являлось ткачество, а не прядение; производством тканей в основном занимались ткачи-мужчины) и достоверность воспроизведённого им сюжета (на женщине не повседневная или рабочая одежда, а праздничное платье; педаль прялки развёрнута в обратную сторону и т. д.). На недостатки ивановского герба обратил внимание и Корников, отметивший, что при его составлении и утверждении были допущены отступления от геральдических традиций и правил (использование фигуры человека как представителя конкретного ремесла вместо изображения продукта его профессиональной деятельности; нарушение правила тинктур; нарушение правила несменяемости герба и др.).
24 июня 2003 года депутаты городской думы утвердили ещё один официальный символ Иванова — флаг. Последний был также составлен по проекту Алмаева и повторял композицию разработанного им ранее городского герба.